# Rýchory (geomorfologický okrsek)
Geomorfologický okrsek Rýchory zaujímá nejvýchodnější část Krkonoš. Název byl převzat od názvu hlavního hřebenu, nicméně okrsek zaujímá větší prostor. Kromě vlastního hřebenu Rýchor sem byl přičleněn ještě souběžný severněji umístěný Žacléřský hřbet a hřeben táhnoucí se k severu a zahrnující vrcholy Mravenečníku, Čepele, Kopiny (v Polsku) a Albeřického vrchu. Nejvyšší horou okrsku je Dvorský les (1035 m).

## Geomorfologie
Rýchory náleží do geomorfologického celku Krkonoš a podcelku Krkonošské rozsochy. Je to nejvýchodnější a prostorově nejvíce izolovaná rozsocha Krkonoš, nebo spíše téměř izolovaný masiv, který spojuje s vlastními Krkonošemi jen úzký hřeben nad Albeřicemi. Od západněji položené Černohorské hornatiny je odděluje údolí Lysečinského potoka a následně poměrněširoké údolí řeky Úpy. V jihozápadním cípu jí tok Úpy odděluje i od Vrchlabské vrchoviny. Jižní svahy spadají do Krkonošského podhůří, jihovýchodní do Broumovské vrchoviny. Po hřebeni Čepele a prostorem Albeřického vrchu prochází státní hranice mezi Českou republikou a Polskem.
V nejvyšších polohách mezi Dvorským Lesem a druhou nejvyšší horou Kutnou (1008 m) a se nachází zarovnaný povrch, který je specifický typ reliéfu pro celou oblast Krkonoš. Jde o téměř plochou plošinu členěnou pouze lokálními skalami nebo úvalovitými údolími. Na Rýchorách vytváří zarovnaný povrch až 1,5 × 0,5 km velké území a vytváří tak téměř obdélník.
Na sever vybíhají z hlavního hřebene Rýchor dva cípy, které odděluje Suchý důl. Na východnějším z těchto hřebenů se nachází třetí nejvyšší hora Rýchor, Mravenečník (1006 m), a dále Čepel (911 m) na česko-polské hranici. Dále tento hřeben pokračuje k severu po státní hranici až k Albeřickému vrchu (948 m), kde Rýchory navazují na sousední Maloúpskou rozsochu. Z Mravenečníku na jihovýchod vybočuje dílčí svahová rozsocha, kterou tvoří izolovaný Žacléřský hřbet. Na jih vybíhají z Rýchor čtyři cípy. Nejvýchodnější vychází jihovýchodně z Dvorského lesa a nachází se zde Vrchy (720 m), na samém východním rozhraní geomorfologického celku Krkonoše. Jižně od Dvorského lesa vystupuje vysoký Sklenářovický vrch (921 m) a další z dílčích jižních svahových rozsoch vychází od Dvorského lesa k jihozápadu a táhne se k vrchu Bartův les (734 m). Mezi těmito dvěma cípy se táhne údolí Sklenářovického potoka. A poslední cíp vychází jihozápadně směrem od hory Kutné, přechází přes Černý vrch (946 m) a je zakončen hřebenovitou elevací Kraví vrch (682 m). Mezi těmito dvěma rozsochami vede Antonínovo údolí, kterým protéká potok Kalná.
| Geomorfologické členění Krkonoš                                                      | Geomorfologické členění Krkonoš | Geomorfologické členění Krkonoš                                                        |
| ------------------------------------------------------------------------------------ | ------------------------------- | -------------------------------------------------------------------------------------- |
| ČESKÁ VYSOČINA • Krkonošsko-jesenická subprovincie • Krkonošská oblast               |                                 |                                                                                        |
| KRKONOŠSKÉ HŘBETY                                                                    | Slezský hřbet                   | Západní Slezský hřbet (Vysoké kolo, 1510 m) Východní Slezský hřbet (Sněžka, 1603 m)    |
| KRKONOŠSKÉ HŘBETY                                                                    | Český hřbet                     | Západní Český hřbet (Kotel, 1435 m) Východní Český hřbet (Luční hora, 1556 m)          |
| KRKONOŠSKÉ ROZSOCHY                                                                  | Vilémovská hornatina            | Kapradnická hornatina (Bílá skála, 968 m) Rokytnická hornatina (Čertova hora, 1023 m)  |
| KRKONOŠSKÉ ROZSOCHY                                                                  | Vlčí hřbet                      | nečlení se (Vlčí hřeben, 1140 m)                                                       |
| KRKONOŠSKÉ ROZSOCHY                                                                  | Žalský hřbet                    | nečlení se (Mechovinec, 1081 m)                                                        |
| KRKONOŠSKÉ ROZSOCHY                                                                  | Černohorská hornatina           | Stráženská rozsocha (Zadní Planina, 1423 m) Černohorská rozsocha (Liščí hora, 1363 m)  |
| KRKONOŠSKÉ ROZSOCHY                                                                  | Růžohorská hornatina            | Růžohorská rozsocha (Růžová hora, 1396 m) Maloúpská rozsocha (Lysečinská hora, 1190 m) |
| KRKONOŠSKÉ ROZSOCHY                                                                  | Rýchory                         | nečlení se (Dvorský les, 1035 m)                                                       |
| VRCHLABSKÁ VRCHOVINA                                                                 | Janský hřbet                    | nečlení se (Zlatá vyhlídka S, 810 m)                                                   |
| VRCHLABSKÁ VRCHOVINA                                                                 | Lánovská vrchovina              | nečlení se (Sovinec, 765 m)                                                            |
| PROVINCIE • Subprovincie • Oblast / Celek / PODCELEK • Okrsek • Podokrsek • (vrchol) |                                 |                                                                                        |

## Vodstvo
Žacléřský hřbet a na něj navazující hřeben vybíhající z Mravenečníku severním směrem tvoří hlavní evropské rozvodí Severního a Baltského moře. Severovýchodní (polskou) část odvodňují levé přítoky řeky Bóbru. Větší část okrsku odvodňuje řeka Úpa protékající okolo jihozápadního okraje. Nedaleko Rýchorské boudy se nachází tzv. Rýchorská studánka, která je pramenem Maxova potoka.

## Vegetace
Až na malé oblasti jižních svahů okrsku se celá česká část nachází na území Krkonošského národního parku. Větší část je zalesněna hospodářskými smrčinami, které zatím nepostihlo tak masívní kácení, jako v jiných částech Krkonoš. Ve vrcholovém prostoru Dvorského lesa se nachází reliktní bukový prales. Luční enklávy mají různou velikost od velmi malých (Sněžné boudy) až pod rozsáhlé (Horní a Dolní Albeřice).

## Komunikace
Jedinou veřejnou silniční komunikací uvnitř obvodu okrsku je silnice vedoucí z Horního Maršova končící v Horních Albeřicích. Dále se zde nachází síť neveřejných cest různé kvality obsluhující jednotlivé luční enklávy a fungující pro potřeby lesního hospodaření. Prostorem prochází červeně značená Cesta bratří Čapků z Pomezních Bud do Trutnova a množství dalších značených tras.

## Stavby
Nepočítáme-li vsi Horní a Dolní Albeřice, vyskytuje se v prostoru okrsku pouze roztroušená budní zástavba soustředěná na jednotlivé luční enklávy. Většími z nich jsou osady Rýchory a Vízov. Známou stavbou je Rýchorská bouda. Prostorem hlavního hřebenu je vedena nedokončená linie lehkého opevnění budovaného před druhou světovou válkou proti nacistickému Německu.